# آنتون رابی
آنتون رابی (انگلیسی: Anton Rabie) کارآفرین اهل کانادا است، که در سال ۱۹۹۴ شرکت اسپین مستر را تأسیس کرد.